# Nysius wekiuicola
Nysius wekiuicola är en insektsart som beskrevs av Ashlock och Gagne 1983. Nysius wekiuicola ingår i släktet Nysius och familjen fröskinnbaggar. Inga underarter finns listade i Catalogue of Life.